# Governatorati dell'Oman

Governatorati dell'Oman

I governatorati dell'Oman sono la suddivisione territoriale di primo livello del Paese e sono pari a 11. L'attuale assetto è disciplinato dal decreto reale n. 114 del 26 ottobre 2011, che ha riformato la precedente ripartizione in governatorati e regioni.
Ogni governatorato è suddiviso in province (wilāyāt).

## Governatorati
| Localizzazione | Governatorato     | Nome in arabo | Capoluogo  | Popolazione (2010) | Superficie (Km²) |
| -------------- | ----------------- | ------------- | ---------- | ------------------ | ---------------- |
|                | al-Bātina Nord    | شمال الباطنة  | Sohar      | 483 582            |                  |
|                | al-Bātina Sud     | جنوب الباطنة  | Rustaq     | 289 008            |                  |
|                | al-Buraymi        | البريمي       | al-Buraymi | 72 917             | 7 000            |
|                | al-Dākhiliyya     | الداخلية      | Nizwa      | 326 651            | 31 900           |
|                | al-Sharqiyya Nord | شمال الشرقية  | Ibra       | 162 482            |                  |
|                | al-Sharqiyya Sud  | جنوب الشرقية  | Sur        | 188 032            |                  |
|                | al-Wusṭā          | الوسطى        | Hayma      | 42 111             | 79 700           |
|                | al-Ẓāhira         | الظاهرة       | Ibri       | 151 664            | 37 000           |
|                | Dhofar            | ظفار          | Salalah    | 249 729            | 99 300           |
|                | Mascate           | مسقط          | Mascate    | 775 878            | 3 900            |
|                | Musandam          | مسندم         | Khasab     | 31 425             | 1 800            |

## Suddivisione fino al 2011

Regioni e governatorati dell'Oman fino al 2011

Fino al 2011 il paese è stato suddiviso in 5 regioni (minṭaqāt) e 4 governatorati (muḥāfazāt). Le regioni erano raggruppamenti di province supervisionate direttamente dal ministero dell'interno; il decreto reale citato le ha trasformate tutte in governatorati, inoltre al-Sharqiyya e al-Bātina sono state suddivise in due.
| Localizzazione | Regione o governatorato     | Capoluogo  | Popolazione (2010) | Superficie (km²) |
| -------------- | --------------------------- | ---------- | ------------------ | ---------------- |
|                | Regione di al-Batina        | Sohar      | 772 590            | 12 500           |
|                | Governatorato di al-Buraymi | al-Buraymi | 72 917             |                  |
|                | Regione di al-Dakhiliyya    | Nizwa      | 326 651            | 31 900           |
|                | Regione di al-Sharqiyya     | Sur        | 350 514            | 36 800           |
|                | Regione di al-Wusta         | Hayma      | 42 111             | 79 700           |
|                | Regione di al-Zahira        | Ibri       | 151 664            | 44 000           |
|                | Governatorato del Dhofar    | Salalah    | 249 729            | 99 300           |
|                | Governatorato di Mascate    | Mascate    | 775 878            | 3 500            |
|                | Governatorato di Musandam   | Khasab     | 31 425             | 1 800            |